# Emilios Riadis
Emilios Riadis (opr. Emilios Khu)(født 13. Maj 1885 i Selanik - død 17. Juli 1935 i Thessaloniki, Grækenland) var en græsk komponist og pianist.
Riadis studerede som ung klaver og harmonilærer, og senere komposition på Musikkonservatoriet i München (1908-1910). Han flyttede efter endte studier til Paris hvor han forsatte sine kompositionsstudier hos Maurice Ravel og Gustave Charpentier (1910-1915). Flyttede tilbage til Grækenland nærmere byen Thessaloniki, hvor han blev lærer og professor i komposition på Musikkonservatoriet i Salonica (1915). Riadis har skrevet orkesterværker, kammermusik, scenemusik og var nok mest berømt for sine sange.

## Udvalgte værker
- Spørgsmålet - sang
- Strygerkvartet nr. 1